# Lago di San Giuliano (Basilicata)
Il lago di San Giuliano è un lago artificiale dell'Italia meridionale situato in provincia di Matera. 
Creato negli anni '50 del XX secolo con lo sbarramento del fiume Bradano, costituisce il cuore della riserva naturale orientata "San Giuliano", istituita nel 2000.